# Pornô!
Pornô! é um longa-metragem de terror brasileiro de 1981 produzido pela Dacar Produções Cinematográficas, com direção de David Cardoso, John Doo e Luiz Castellini.